# Anschlagpunkt
Ein Anschlagpunkt in der Krantechnik ist eine Sicherheitseinrichtung. Sie verbindet beim Heben, Drehen, Wenden und Bewegen eine Last mit einer Einrichtung zum Bewegen von Lasten (beispielsweise einem Kran). Gewöhnlich handelt es sich um eine Metallöse. Dabei wird durch den Anschlagpunkt ein Fixpunkt zur Kraftaufnahme an einer Last geschaffen. Grundsätzlich unterscheidet man zwischen schraubbaren Anschlagpunkten, schweißbaren Anschlagpunkten sowie starren und drehbaren Anschlagpunkten. Neben der Verwendung im Bereich der Krantechnik können Anschlagpunkte auch im Bereich der Persönlichen Schutzausrüstung eingesetzt werden, um Personen in einer gefährlichen Arbeitsumgebung zu sichern.
Folgende allgemeine Auswahlkriterien für Anschlagpunkte sollten beachtet werden:
- Ermittlung des Gewichts der Last
- Ermittlung der Anzahl der Anschlagpunkte entsprechend der Einbaulage
- Beachten von Tragfähigkeitsreduktionen verursacht durch Neigungswinkel oder Temperatureinflüsse
- Auswahl der richtigen Tragfähigkeit des Anschlagpunktes anhand der oberen Kriterien

Bei unsymmetrischen Lasten muss im Extremfall ein Anschlagpunkt die komplette Last tragen.